# Domino's Pizza
Domino's Pizza è una catena di pizzerie statunitense attiva in oltre settanta paesi del mondo. La sede legale è ad Ann Arbor (Michigan).

## Storia

Logo di Domino's Pizza in uso fino al 2012

Fondata nel 1960 dai fratelli James Monaghan e Tom Monaghan, Domino's Pizza è oggi la seconda più grande impresa di pizzerie degli Stati Uniti con più di undici mila punti vendita, prevalentemente in franchise. Nel 1998 fu venduta a Bain Capital e venne quotata in borsa nel 2004.
I menù di Domino's Pizza offrono anche pasta, ali di pollo, sandwich e una grande varietà di dessert.

## In Italia
Domino's Pizza è stata presente in Italia dal 2015 al 2022, con l'apertura della sua prima filiale a Milano seguita da un'altra a Bergamo, supportati dal centro di produzione dell'impasto a Buccinasco, tutti gestiti dalla ePizza S.p.A. di Alessandro Lazzaroni, già manager in McDonald's e Galbusera. Nelle filiali italiane le pizze si articolavano in due serie: una, Italian Traditional, che si atteneva a ingredienti della tradizione italiana e l'altra, Domino's Legend, che comprendeva reinterpretazioni americaneggianti (come la Pepperoni Passion e la Hawaiana).
Dal 20 luglio 2022 tutte le sedi italiane di Domino's Pizza hanno chiuso per fallimento.

## Galleria d'immagini

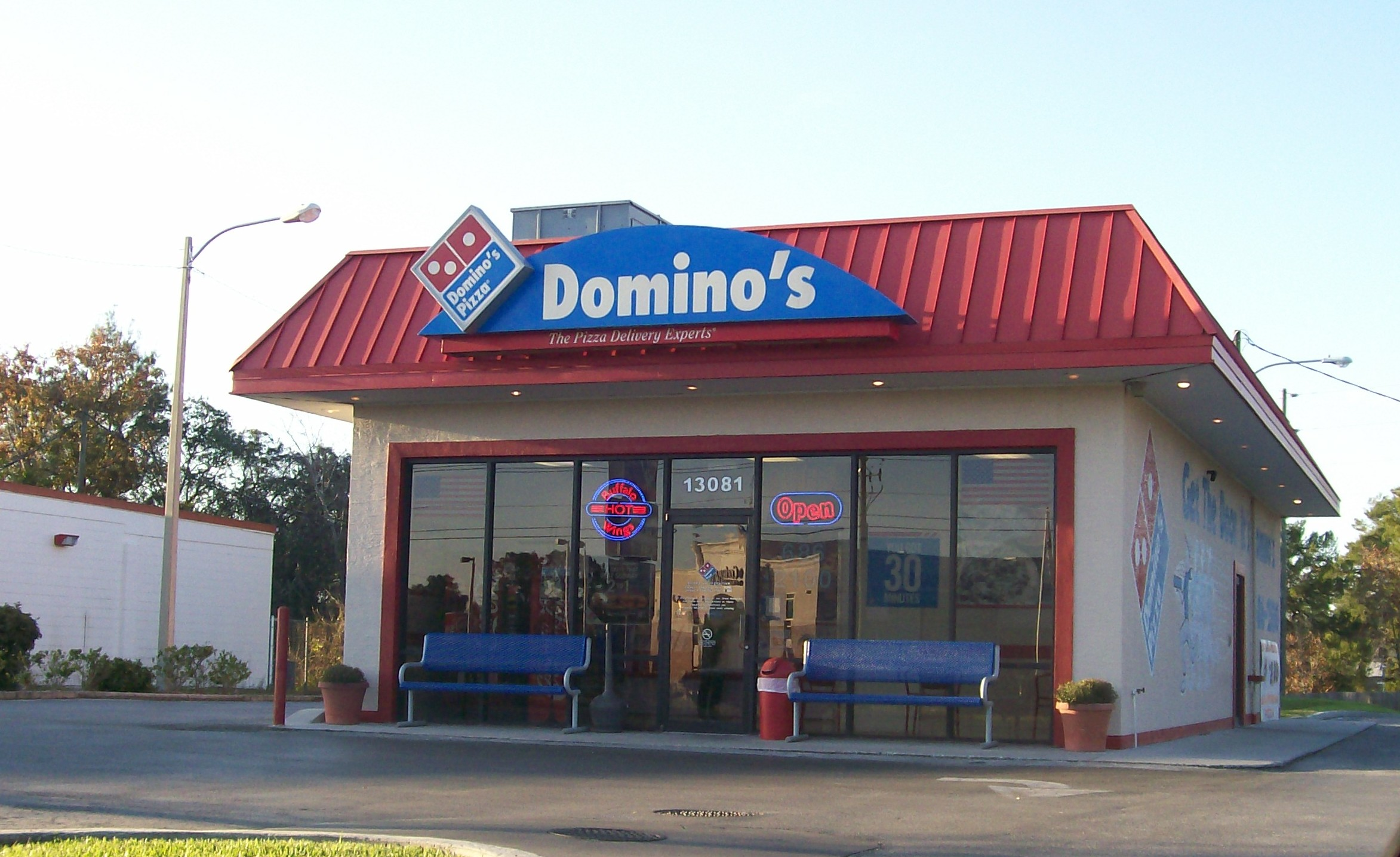
Una pizzeria Domino's Pizza in Florida
Presenza nel mondo (gennaio 2024)